# 삼원녀
"삼원녀"는 한국에서 제작된 김시현 감독의 1981년 영화이다. 최민규 등이 주연으로 출연하였고 최춘지 등이 제작에 참여하였다.

## 출연

### 주연
- 최민규
- 최효선
- 이인옥
- 이석구

## 기타
- 조명: 손영철